# Црква Светог Архангела Михаила у Брезовцу
Црква Светог Архангела Михаила  је црква манастира Брезовац, чији је ктитор деспот Ђурађ Бранковић, а која се налази у истоименом селу код Аранђеловца. Припада епархији шумадијској Српске православне цркве.
Црква представља непокретно културно добро као споменик културе, решењем Завода за заштиту споменика културе у Крагујевцу бр.94/1 од 24. марта 1969. године.

## Положај
Црква из 15. века са новосаграђеним конаком налази се на обронцима планине Венчац у клисури реке Каменице на десетом километру од Аранђеловца путем од села Бања ка Шаторњи и Руднику.

## Историја

### Оснивање
Према ктиторском натпису који је узидан изнад јужних врата цркве види се да је манастир подигао деспот Ђурађ Бранковић 1444. године. Текст натписа на старословенском гласи:
1444, Георгије деспот Бранкович Смедеревац ктитор манастира под крилом града Венча. Нарече храм светог архистратига Михаила Церкви и престави се 1457. А посем црква појала 155 а тога числа опусти. Би пуста до 1795 лета.
Из овог натписа се види да је брезовачки манастир од средине 15. века, када је подигнут, па све до краја XVI века, 155 година био жив и појао, а да је затим разорен и скоро два века био пуст и угашен. За време своје активности сматрао се изузетно значајном тачком на главном путном правцу који је водио из Београда, преко Манастира Павловца за Рудник, Островицу, Жичу и Косово. Неко време у манастиру је било седиште тадашње митрополије веначко-рудничке где је је столовао митрополит Серафим око 1627. године.

### Обнова
Крајем 18. века, 1795. године, манастир је обновљен и претворен у парохијску цркву о чему говоре надгробне плоче свештеника које су уграђене у доњој зони олтарског зида цркве. У Главном прегледу свих у Србији наодећих манастира из 1837. године не води се више као манастир. После ове обнове из 1795. године брезовачка црква је темељно преправљена 1836. године и на каменој плочи изнад јужног портала стоји натпис обновитеља кнеза Милоша који гласи:
При владавини благовернаго кнеза сербскаго Милоша Теодора Обреновича, и супруге его Љубице и наследника его Милана, и Михаила. Храм обнови се 1836.

## Архитектура
После ове оправке црква добија коначан изглед који је задржала до данас. Правоугаоног је облика, засведена, димензија 6,40 x 22,50 метара. Састоји се од олтарског простора, наоса и припрате. Зидана је од ломљеног камена, опеке и кречног малтера са малтерисаним и бело окреченим фасадама. Спољни зидови су скромно обрађени без декорација. Узани лучни прозори, слепе нише и једноставни кровни венац једини су елементи који оживљавају мирне површине фасада. Кров је двосливан и благог нагиба и малих стреха а покривен старом ћерамидом, а после препокривања 2003. године кров је покривен црепом. Главни улаз је са јужне стране, јер због стрмог брежуљка са западне стране је онемогућен улаз.
Грађевина је невешто президана приликом обнова 1795. и 1836. године тако да се не могу сагледати њени првобитни облици и тек детаљна архитектонско — археолошка истраживања могу да дају одговор какав је био њен облик и шта је очувано од средњовековне цркве. У унутрашњости нема трагова живописа, зидови су били окречени у бело.
Настојатељ Манастира је Игуман о. Сава (Богдановић).

## Манастир данас
Блаженопочивши епископ шумадијски др Сава Вуковић је 2001. године освештао темеље новог конака и звоника у намери да поново успостави брезовачки манастир. Конак је завршен 2003. године а освећен је од стране епископа шумадијског Јована.
Пошто се ради о једном од главних историјских и верских објеката аранђеловачке општине у плану је комплетна обнова манастира са свим пратећим објектима и инфраструктуром.